# Randy Srochenski

Randy Srochenski (nacido el 15 de enero de 1973 en Regina, Saskatchewan, Canadá) es un long snapper para los Argonautas de Toronto en la Liga Canadiense de Fútbol (LCF). También es un ministro religioso a tiempo completo en la ciudad de Hamilton, Ontario.
Asistió a O'Neill High School en Regina, donde jugó para los Regina Rams en la Liga Canadiense de Fútbol Menor. Ganó la Bola Canadiense en 1994 y fue nombrado el jugador de defensa más extraordinario de la Bola Canadiense en 1993, 1994 y 1995.

## Carrera profesional
En 1994, se contrató como agente libre con los Roughriders de Saskatchewan y compartió su tiempo entre este equipo y los Rams, jugando 5 partidos en equipos especiales para Saskatchewan. Fue liberado durante el campamento de instrucción de la temporada de 1995 de la LCF y volvió a los Rams. Para la temporada de 1996 de la LCF, recontrató con los Roughriders, jugó 10 juegos y terminó el año en el segundo equipo. Desde la temporada de 1997 de la LCF ha quedado en el primer equipo y desde 2002 ha jugado para los Argonautas de Toronto, principalmente como un long snapper.